# Campeonato Baiano 1911
In 1911 werd het zevende Campeonato Baiano gespeeld voor voetbalclubs uit de Braziliaanse staat Bahia. De competitie werd gespeeld van 11 mei tot 17 september. Sport Bahia werd kampioen. 

## Eindstand
| Plaats | Club          | Wed. | W | G | V | Saldo | Ptn. |
| ------ | ------------- | ---- | - | - | - | ----- | ---- |
| 1.     | Sport Bahia   | 8    | 6 | 1 | 1 | 25:7  | 13   |
| 2.     | Vitória       | 8    | 5 | 1 | 2 | 15:18 | 11   |
| 3.     | Santos Dumont | 8    | 3 | 0 | 5 | 13:19 | 6    |
| 4.     | Rio Vermelho  | 8    | 3 | 0 | 5 | 12:14 | 6    |
| 5.     | São Salvador  | 8    | 2 | 0 | 6 | 6:23  | 4    |

|  | Kampioen |

Wedstrijden
|               | RIO   | SÃO | SAN | SBA | VIT |
| ------------- | ----- | --- | --- | --- | --- |
| Rio Vermelho  | –     | 2–1 | 4–0 | 2–1 | 0–3 |
| São Salvador  | W/O–0 | –   | 2–8 | 1–3 | 1–0 |
| Santos Dumont | 2–1   | 2–0 | –   | 0–7 | 0–2 |
| Sport Bahia   | 3–1   | 5–0 | 2–1 | –   | 2–0 |
| Vitória       | 4–2   | 3–1 | 1–0 | 2–2 | –   |

## Kampioen
| Campeonato Baiano de 1911 |
| ------------------------- |
| SPORT BAHIA 1º Titel      |